# اجالپان
اجالپان (به اسپانیایی: Ajalpan) یک منطقهٔ مسکونی در مکزیک است که در پوئبلا واقع شده‌است.